# تدينغتون
تدينغتون (بالإنجليزية: Teddington)‏ هي إحدى ضواحي جنوب غرب لندن في منطقة لندن بورو في ريتشموند على نهر التايمز، في عام 2021 أختيرت المدينة كأفضل مكان للعيش في لندن من قبل الصنداي تايمز.